# YouTube Kids
YouTube Kids je platforma pro sdílení videí. Svým obsahem je určena pro děti. Byla odvozena od originálního YouTube, a obsah je zde kontrolován, aby mohl být přístupný dětem. Je ji možno spustit jak na internetové stránce, tak i v aplikaci.

## Historie
YouTube Kids bylo poprvé spuštěno v roce 2015 jako aplikace pro Android a iOS, později byly vydány i verze pro chytré televize.

## Funkce

### Obsah
Aplikace je rozdělena do čtyř kategorií obsahu; "Doporučeno", "Pořady", "Hudba" a "Učení". Kategorie obsahují vybraný výběr obsahu z kanálů, které jsou považovány za vhodné pro děti.
V září 2018 YouTube přidal nové možnosti věkových skupin týkající se obsahu nabízeného v aplikaci, "Mladší" a "Starší". "Mladší" zachovává stávající kombinaci obsahu nabízeného dříve a "Starší" přidává další obsah z jiných žánrů, jako je příroda, hry a hudba.

### Rodičovská kontrola
YouTube Kids umožňuje ve svých funkcích i nastavit rodičovskou kontrolu, tedy nastavení, které rodičům umožňuje vidět, co a jak dlouho jejich dítě sleduje, a může tak zamezit některý obsah či dát dítěti nějaký časový limit, kdy se může dívat na videa.